# Ivan VIII. Paleolog
Ivan VIII. Paleolog, bizantinski cesar, * 1391, † 1448.
Ivan VIII. Paleolog, sin Manuela II., je bil predzadnji bizantinski cesar, ki je vladal med letoma 1425 in 1448.
Paleolog je zaradi turške nevarnosti iskal zaveznike na zahodu države in pri papežu; to je dosegel z ustanovitvijo Firentinske unije leta 1439.